# 穆爾鎮區 (密蘇里州俄勒岡縣)
穆爾鎮區（英語：Moore Township）是位於美國密蘇里州俄勒岡縣的一個行政鎮區。

## 地方資料
穆爾鎮區的面積為188.24平方千米，當中陸地面積為187.96平方千米，而水域面積為0.27平方千米。根據2020年美國人口普查的數據，當地共有人口339人，而人口密度為每平方千米1.8人。